# Elhem Mekhaled
Elhem Mekhaled, née le 7 février 1991, est une boxeuse franco-algérienne.
Elle s'est formée au boxing club vaudais, à la MJC de Vaulx-en-Velin dans la banlieue lyonnaise.
Elle est formée par Bob Mbayo, qui a notamment été l'entraîneur de Newfel Ouatah et de Hakim Zoulikha, tous deux boxeurs professionnels de renom.

## Carrière
Elle obtient sous les couleurs de l'Algérie aux Jeux africains de Brazzaville en 2015 la médaille de bronze dans la catégorie des moins de 60 kg,
Absente des Jeux olympiques de 2016, la Franco-Algérienne décide de passer professionnelle.
Triple championne de France et championne d’Europe de boxe anglaise professionnelle en décembre 2018, elle remporte le 16 mars 2019 le titre mondial par intérim WBC,.
En février 2023, Elhem Mekhaled s'incline au terme de dix rounds face à l’Américaine Alycia Baumgardner lors d'un combat pour les cinq ceintures majeures de championne du monde des poids super-plumes après avoir été au tapis à deux reprises dans la troisième reprise.